# 倶生神

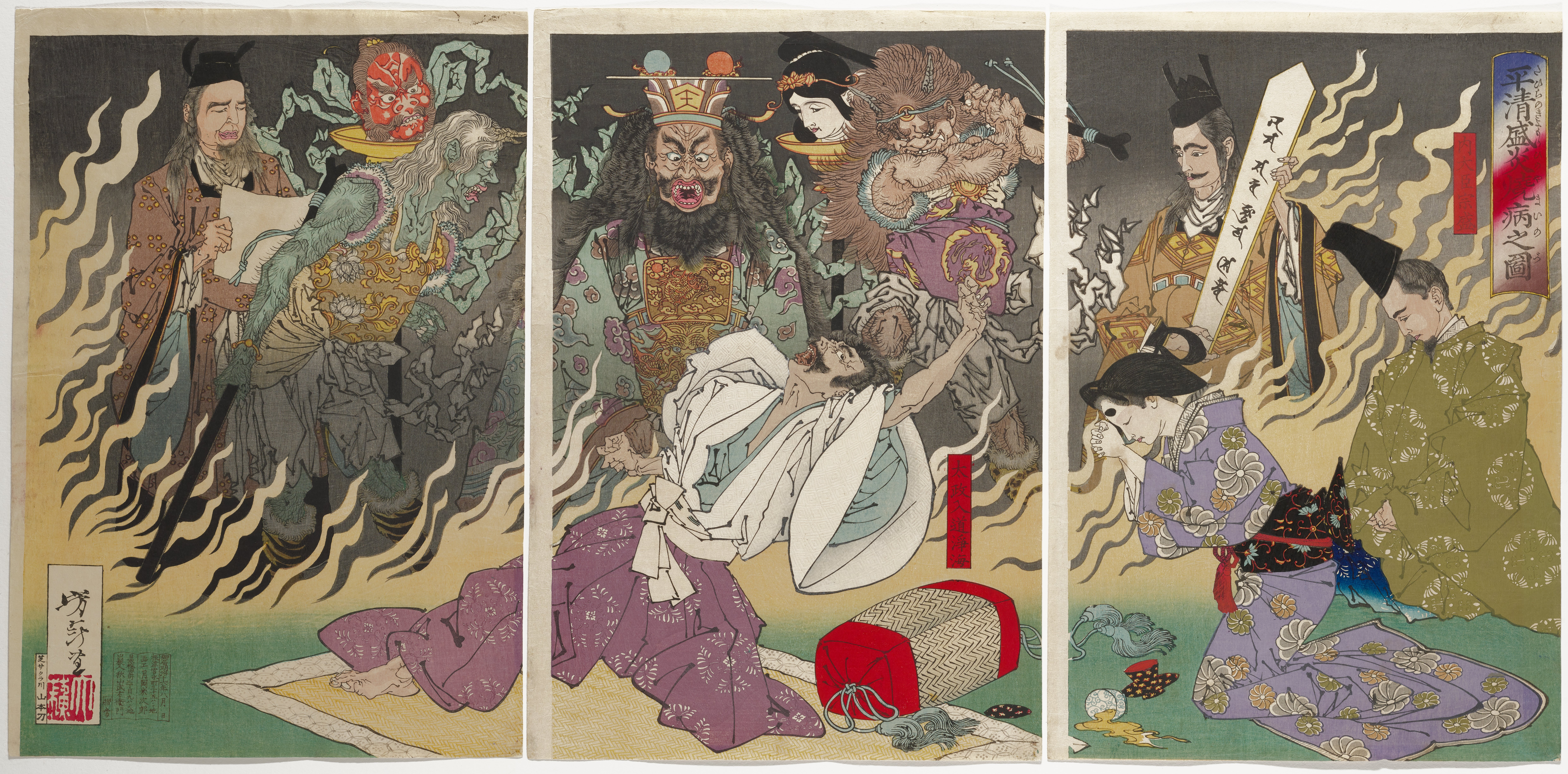
月岡芳年『平清盛炎焼病之図』
縦大判三枚続揃東錦絵。1883年（明治16年）刊行の武者絵。
原因不明の熱病に臥せった平清盛は三日三晩に亘ってうなされ悶え苦しんだ末に死んだという。
ここからは絵師の創作であるが、重ねてきた悪行のために成仏できそうにない己の顛末を想って清盛の心は責め苛まれた。閻魔大王が司命・司録と閻魔卒を引き連れて清盛の病褥に顕現し、生涯の善行と悪行を一つとして漏らさず記録してきた倶生神（※中央奥にいる閻魔の向かって右にいる女神と左奥にいる赤ら顔の男神）からの報告を受けている。司命は審理の書を、司録は板塔婆を、すでに手にしている。家族の祈りはいくばくかの助けになるであろうか。右端で看取るのは三男・宗盛。

倶生神/俱生神（くしょうじん、ぐしょうじん、サンスクリットのラテン翻字：Sahadeva）とは、インド神話から仏教に受け継がれた二柱（ふたはしら）一組の天部神である。略して倶生/俱生ともいう。それぞれを同生天（どうしょうてん）・同名天（どうみょうてん）といい、同生・同名ともいうが、二柱をまとめて同生同名と呼ぶことも多い。二柱は男女神とされるが、そうではないともされる。男女神とする説では、同生が女神で同名が男神であるという。しかしこれにも男女が逆であるとの説がある。
人間の個々人の生涯における善行と悪行を漏らすことなく記録し、その人が死を迎えた後、生前の罪の裁判者たる閻魔大王に報告するという。閻魔大王の側で罪人を尋問し、罪状を記録する神であるとする場合もある。

## 語
「倶生/俱生」は「倶生神/俱生神」の略称であると言ったが、そもそもは「倶生起/俱生起（くしょうき）」の略語である。仏語である「倶生起/俱生起」は、煩悩の起こり方を示すものの一つであり、「煩悩が体の生ずると同時に起こること」を示す言葉である。対義語は「分別起（ぶんべつき）」。

## 概要
『薬師経』には、「生まれつき背後に結びついているデヴァター（※デーヴァより小者で、役割が特殊化している神）」とあり、「善悪の行為をすっかり書き取ってヤマ法王（夜摩王。閻魔王と同じ神）に提出する」役割をもつとされている。アメリカの仏教学者グレゴリー・ショーペン（カリフォルニア大学ロサンゼルス校教授）の論証によれば、「生まれつき背後に結びついている」という語は、輪廻転生する人に従ってこれを守護するという意味で用いられている。つまり、『薬師経』では、倶生神は各人の善悪の行為をヤマ法王に報告するばかりではなくて、各人の守護神としての役割をも担っていると説いていると、そのような指摘である。
倶生神は、人が生まれると同時に生まれ、常にその人の両肩に乗って全ての行為を記録する。右肩に乗る女神を同生、左肩に乗る男神を同名といい、同生が悪行を、同名が善行を記録する。そうして、乗っている人が命を失って亡者になれば、その亡者の死後の処遇を定めてもらうべく、審理と裁判を行う閻魔大王に全てを報告する。
インドでは冥界を司る双生児の神であったが、仏教が中国に伝わると、司命（しみょう）・司録（しろく）などの中国固有の思想などと習合し、また、中国で成立した偽経の中において様々な性格を付加されるに至った。
日本には、伝えられるや十王信仰と共に知られるようになり、絵画や彫刻などでも描写されている。民間信仰として市井にある同生同名は、仏教体系における地位に関する考察も緩いものになるため、例えば「閻魔様」と同列で祀られたりしている。閻魔と言えば怖ろしい顔付きをしているものであるが、女神の同生はともかく男神である同名はカッと目を見開いて人を凝視している姿で表現されていることが多く、見た目に閻魔以上の鬼気迫る表情になっている。右上に表示した月岡芳年の武者絵に描かれた同名もその例に漏れない。また、閻魔の腹心である司命・司録も同生・同名も道教の影響を強く受けているため、道服（道士の衣装）を身に纏い、撲頭冠を被っている姿で表現されていることが多く、しばしば混同されている。

## 倶生神の札
倶生神の札/簡（くしょうじんのふだ、ぐしょうじんのふだ）とは、倶生神が閻魔大王に差し出す報告書のようなものである。閻魔大王はこれに基づいて亡者の名前と生前の所業を記した過去帳を作成する。それが「鬼録（きろく）」であり、閻魔庁（えんまのちょう）に備えられているという。「鬼録」は「鬼籍（きせき）」とも呼ばれるが、用法は少し違う。

## 同生同名御書
『同生同名御書（どうしょうどうみょう ごしょ）』とは、鎌倉時代中期にあたる文永12年1月27日（ユリウス暦1275年2月24日）、日蓮上人が54歳の時、四条金吾こと四条頼基が佐渡島流罪中の日蓮を訪ねた際、日蓮から四条金吾の妻・日眼女（にちげんにょ、にちがんにょ）に与えられた書状（手紙）『四条金吾殿女房御返事』（『夫婦同心御書』）のことであり、その書には、同生同名という神が影の身に添うが如く須臾たりとも離れず、大罪も小罪も大功徳も小功徳も少しも書き漏らすことなく、諸天に申し上げるのであるから、という旨の教えが説かれており、そのうえで、夫を佐渡へ送り出した妻の信心を讃え、金吾夫妻の信心は必ず諸天善神が認めるであろうことを告げて激励している。

## 文化財
倶生神像が倶生神像だけで祀られることはあり得ず、閻魔像などと合祀されているものである。一方で、同生と同名の二柱が必ず対で祀られるわけでもない。往時はどうであったか定かでないが、現存するのは1躯のみという例も多い。さらに、十王とその眷属の像は、時の流れの中で混乱を来した結果、取り違えて祀られていることもあり、倶生神像も例に漏れない。
文化財に指定されている倶生神像を以下に挙げる。
- 木造倶生神坐像（平堀）

新潟県東蒲原郡阿賀町平堀1738に所在する史跡・平堀地蔵尊内に安置されている。
鎌倉時代後期の作。県指定有形文化財。員数：1躯（木造伝閻魔天倚像と2躯一対）。桂材。像高85cm。本尊の地蔵菩薩像の脇侍として安置されており、地元では閻魔像を「ジジ」、倶生神像を（同名像であるが）「ババ」と呼んでいる。
- 木造倶生神坐像 2躯（円応寺）

円応寺（神奈川県鎌倉市山ノ内）所有、鎌倉国宝館に寄託。
鎌倉時代後期の作。国の重要文化財。寄木造、彩色、玉眼。阿形・吽形の2躯がある（像高は阿形が99.5cm、吽形が100.7cm）。
- 木造倶生神半跏像（真教寺）

真教寺（三重県津市下弁財町津興）所有、同寺の閻魔堂に安置。
天和2年（1682年、江戸時代前期）作。市指定有形文化財（1968年〈昭和43年〉8月30日指定）。
- 木造倶生神立像（木之本地蔵院）

木之本地蔵院（浄信寺。滋賀県長浜市木之本町木之本）所有。
平安時代または鎌倉時代の作と考えられる。国の重要文化財（1899年〈明治32年〉8月1日指定）。
- 木造倶生神半跏像（常念寺）

常念寺（京都府木津川市加茂町里小田）所有、京都国立博物館に寄託。
文明6-8年（1474-1476年。戦国時代初期）の作。京都府登録有形文化財（1984年〈昭和59年〉6月14日登録）。員数：2躯。
- 木造伝倶生神半跏像（宝積寺）

宝積寺（京都府乙訓郡大山崎町大山崎銭原）所有、同寺の閻魔堂に安置。
いずれも鎌倉時代の作とされる宝積寺閻魔堂の閻魔王及び眷属像（計5躯）は、もともと天王山西麓（現・西観音寺閻魔堂址。現・大阪府三島郡島本町山崎）にあった西観音寺の門前に安置されていたが、明治初期の廃仏毀釈で同寺が廃寺となったために宝積寺へ遷されたものである。その際に諸像の名称に混乱が生じ、閻魔王像以外の各像の名称は本来のものとは異なっている。伝倶生神像の本来の像名は司命像であり、閻魔堂内には本来倶生神として造られた像は存在しない。国の重要文化財。彩色・玉眼。像高114.2cm。